# Eduard Glaser

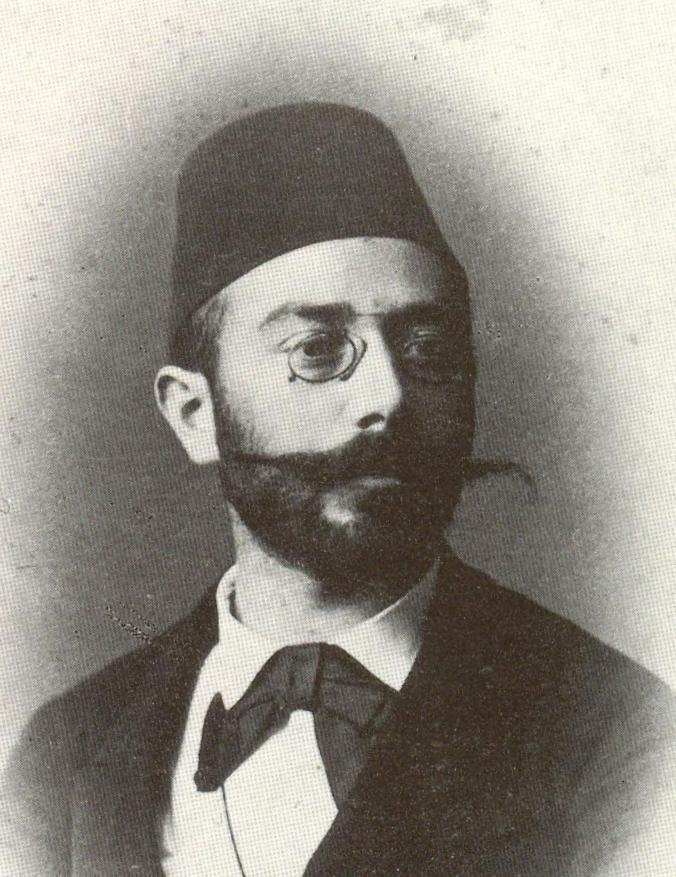
Eduard Glaser.

Eduard Glaser (15 de marzo de 1855 - 7 de mayo de 1908) fue un arqueólogo y arabista austríaco. Fue uno de los primeros europeos en explorar el sur de Arabia. Recopiló miles de inscripciones en Yemen que hoy se encuentran en el Kunsthistorisches Museum de Viena, Austria.
De entre los viajeros a Oriente en el siglo XIX, Eduard Glaser es considerado el erudito más importante que ha estudiado Yemen. Contribuyó al avance de la investigación histórica y cultural, reveló su historia antigua y documentó sus tradiciones escritas y orales. Yemen lo fascinó, desde su primera visita al país (1882-1884). Regresó allí en otras tres ocasiones (1885-1886, 1887-1888 y 1892-1894). En Yemen, Glaser se disfrazó de musulmán bajo el nombre de Faqih Hussein bin Abdallah el Biraki Essajah, que significa "el erudito Hussein bin Abdallah de Praga".

## Antecedentes
Eduard Glaser nació en el pueblo bohemio de Deutsch Rust el 15 de marzo de 1855, en el seno de una familia de comerciantes judíos. Se mudó a Praga a los dieciséis años. Para ganarse la vida, comenzó a trabajar como tutor privado en la casa de una familia aristocrática mientras, al mismo tiempo, estudiaba matemáticas en el Politécnico de Praga, además de física, astronomía, geología, geografía, geodesia y árabe. Algunas publicaciones sobre los viajes de Livingstone en África en el último cuarto del siglo XIX le inspiraron una ambición similar de emprender un viaje en busca de culturas antiguas.
En Viena, Glaser concluyó con éxito sus estudios en árabe y luego se inscribió en una clase de astronomía. Desde 1877 trabajó como asistente en el observatorio de Viena durante un período de tres años. Un punto de inflexión importante en su educación académica se produjo en 1880, cuando se matriculó en la clase de David Heinrich Müller para el estudio de la gramática sabea, fundador en Austria de los estudios sobre Arabia del Sur . Müller le sugirió que viajara a Yemen, ofreciéndole un estipendio, que debía ser proporcionado por la Academia de Ciencias de Viena, con el propósito de copiar inscripciones sabeas. Aunque su puesto en el observatorio le dio una sensación de seguridad financiera, renunció a ese puesto en 1880, para dedicar el resto de su vida al estudio de la historia antigua de Arabia del Sur. Cuando tuvo claro que su misión se retrasaría por problemas técnicos y personales, recurrió a sus "conexiones francesas". Una beca de la Académie des Inscriptions et Belles Lettres de París le permitió viajar a Yemen en 1882. La condición de sus patrocinadores franceses era que recibieran los resultados de sus hallazgos, especialmente las inscripciones que había tenido la suerte de haber copiado. El 11 de octubre de 1882 llegó al puerto de Hodeida (Yemen).
Dado que Glaser tuvo que esperar muchos meses en Saná antes de poder recibir un permiso que le permitiera viajar a Yemen, los franceses dudaban de que pudiera entregar las inscripciones prometidas y, finalmente, cortaron su apoyo financiero en 1883. Durante este período tan preocupante, le escribió al Kaiser Franz Josef I, describiéndole la importancia de su misión y mencionando sus dificultades financieras. El Kaiser le asignó de su propio fondo personal la suma de 800 dólares. A pesar de ello, Glaser se vio obligado a acortar su estadía en Yemen.

## Vida y obra
Desde 1895 hasta su muerte, Glaser vivió en Múnich. Dedicó la mayor parte de su tiempo a preparar su material científico para publicaciones. El gobierno turco estaba interesado en los comentarios de Glaser sobre Arabia, incluso muchos años después de que hubiese abandonado la región, y en 1907 el museo de Constantinopla le pidió a Glaser que le ayudara a catalogar su colección de inscripciones sabeas.
Después de su muerte, Müller se aseguró de que una gran parte del legado científico de Glaser fuera comprada por la Academia de Ciencias de Viena ( Akademie der Wissenschaften). La colección se conoce con el nombre de Der Corpus Glaserianum o Sammlung Eduard Glaser (SEG), 1944-1961. El Dropsie College de Filadelfia compró una pequeña parte de la colección de manuscritos de Eduard Glaser en 1923 (que más tarde pasó a formar parte de los archivos del Centro Herbert D. Katz de Estudios Judaicos Avanzados de la Universidad de Pensilvania). El legado que dejó sobre Yemen solo asciende a unas 990 copias e impresiones (método de copia "exprimido", en el que se utiliza una impresión de papel maché para hacer copias de bajorrelieves) de inscripciones sabeas, 17 volúmenes de diarios y 24 manuscritos. Las inscripciones de Saba fueron descifradas por Hayyim Habshush para Glaser, que el primero había transcrito en la escritura hebreo-asiria para una fácil comprensión. El emperador Wilhelm I compró los manuscritos de Glaser para la biblioteca prusiana de Berlín. Las piedras con las inscripciones de Saba y las esculturas fueron una donación del editor Rudolph Mosse. Las colecciones de Glaser contribuyeron mucho a preservar la reputación de Viena como pionera en el estudio del sur de Arabia. En 1922, en Viena, el erudito germano-checo Adolf Grohmann publicó un trabajo completo titulado Südarabien als Wirtschaftsgebiet (Arabia del Sur como área económica), que se basa principalmente en los comentarios de Eduard Glaser durante sus viajes en el sur de Arabia.

## Educación
Además de su conocimiento del latín, el griego y la mayoría de los principales idiomas europeos, Glaser demostró ser competente tanto en árabe clásico como coloquial, y también conocía muchos de sus dialectos. Su curiosidad natural lo llevó a analizar los procesos históricos y las influencias culturales relevantes, lo que finalmente le dio las herramientas necesarias para investigar Yemen, que vio como el lugar ideal para encontrar similitudes básicas entre los ritos de los pueblos indígenas y los de los Israelitas antiguos. También esperaba identificar los nombres geográficos mencionados en la Biblia. Su conocimiento de la historia abisinia y su idioma lo llevó a examinar las conexiones entre Abisinia (actual Etiopía) y Yemen en la antigüedad.

## Primer viaje a Yemen

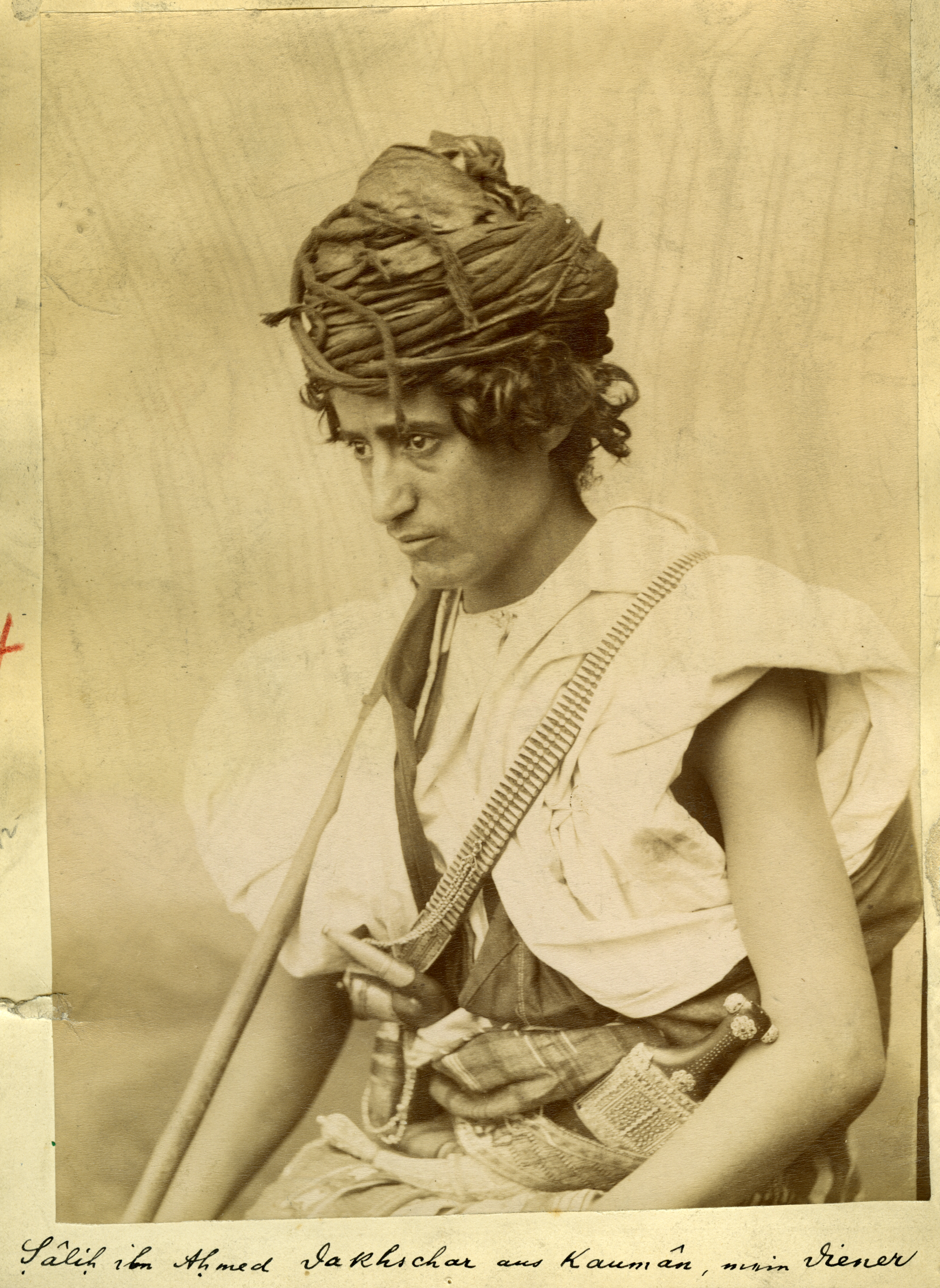
Sâliḥ ibn Aḥmed era un yemení que sirvió a Glaser durante su viaje a Yemen

La estancia de Glaser en Yemen estuvo marcada por la ocupación otomana, un período plagado también por guerras entre el ejército turco invasor y las fuerzas del Imam al-Mansur Muhammad b. Yahya Hamid a-Din (muerto en 1894) y su hijo, Yahya Hamid a-Din (asesinado en 1948).
Glaser conoció personalmente a cinco gobernadores turcos de Yemen. Aconsejó a los turcos que fomentaran la investigación en el área de Marib (antigua Saba), para demostrar así que el sultán estaba interesado en contribuir a la investigación científica sobre Yemen. Propuso reconstruir una presa en Marib con el objetivo de aumentar el número de habitantes en el este, y fortalecer la presencia de la Sublime Puerta en Yemen. Ambas partes se beneficiaron de su cercanía al poder militar y administrativo en las regiones controladas por los otomanos. Disfrazado de funcionario turco, Glaser acompañó al gobernador Yazeed Pasha en sus batallas en los distritos de Hashid y Arhab. Yazeed Pasha apoyó a Glaser, tanto en la adquisición de suministros y equipos, como con ayuda financiera. Con la ayuda del ejército turco, pudo realizar sus planes y esfuerzos científicos. Pudo viajar a través de muchas áreas inaccesibles que estaban restringidas a los extranjeros y, por lo tanto, pudo copiar cientos de inscripciones, tanto en sabeo como en árabe.
Aunque Glaser veía positivamente las reformas iniciadas por los turcos, que tocaban casi todos los aspectos de la vida cotidiana en Yemen, incluida la reducción de las restricciones impuestas anteriormente a los judíos, expresó más de una vez en su diario cierta crítica al ejército turco y a su arrogancia al tratar con la población yemenita.
A diferencia de Joseph Halévy, que se concentró únicamente en el pasado glorioso del país, Glaser observó y documentó todo lo que vio en Yemen. Realizó investigaciones sobre topografía, geología y geografía, elaboró mapas cartográficos, tomó notas astronómicas y recopiló datos sobre meteorología, clima y comercio económico, así como sobre la artesanía de la nación. Recopiló información sobre la estructura social y política de Yemen en ese momento, analizó el origen del poder del liderazgo tribal, la relación entre ciertas tribus y el gobierno turco o entre las tribus y el Imam. Además, estudió y analizó los diferentes métodos judiciales practicados por las tribus, el Imam y el de los otomanos en Yemen.
La relación amistosa de Glaser con el gobernador local, Hussein de Marib, lo ayudó a realizar la investigación en el área de Marib. Glaser fue el primero en enseñar a los nativos yemenitas la escritura sabeana. Mientras recorría la zona con los hijos del gobernador local, descubrió cerca de cien inscripciones qatabanianas. Su descripción topográfico-geográfica de la ruta a Marib se considera hasta el día de hoy como su contribución más importante.

## Segundo viaje a Yemen
Durante su segundo viaje a Yemen, desarrolló una nueva estrategia. Se propuso entregar a los museos y archivos ciertos elementos de sus colecciones de manuscritos, diarios e impresiones de las inscripciones sabeanas, incluido su material etnográfico, para "devolver" la inversión y los gastos de su último viaje, así como para generar fondos para otro futuro viaje a Yemen. Las colecciones de Glaser enriquecieron los archivos y museos europeos en Londres, París, Berlín y Viena. La compensación, sin embargo, no ascendió a mucho. Aunque había cubierto sus gastos, el dinero que le quedaba no era suficiente para financiar sus futuros viajes. A pesar de estas dificultades, consideraba que su investigación era una misión que debía continuar.

## Tercer viaje a Yemen
A su regreso de su tercer viaje a Yemen en 1889, Glaser sugirió al Ministerio de Relaciones Exteriores de Austria ocupar o comprar a los turcos otomanos un lugar que identificó como el sitio bíblico de Ophir, para convertirlo en una colonia austriaca. Por la misma razón, el almirante Wilhelm von Tegetthoff había hecho una propuesta similar veinte años antes para adquirir Socotra .

## Legado
Ya durante su vida, Glaser fue reconocido como un gran explorador del sur de Arabia y, especialmente, como coleccionista y decodificador de inscripciones sabeas. Sin embargo, a pesar de sus habilidades en árabe, su vasto conocimiento de la escritura sabeana y el gran tesoro de inscripciones que trajo a Europa, incluidos los manuscritos y el material etnográfico que acumuló, así como los datos de la investigación de campo que llevó a cabo en Yemen, se le negó un puesto académico adecuado, y siguió siendo un extraño en los círculos académicos de Austria, Alemania y Francia. No es de extrañar, por tanto, que se viera privado de todas las necesidades básicas como resultado de ese aislamiento y se viera obligado a buscar el apoyo de sus hermanos, cuñadas y amigos.
En la actualidad, solo se han publicado aproximadamente la mitad de las inscripciones de Glaser, y solo se han estudiado una pequeña parte de sus diarios (ahora en la Biblioteca Nacional de Viena) y sus hallazgos científicos. Presumiblemente, una de las razones de este retraso es que fueron escritos en taquigrafía. DH Müller y Rodokanakis publicaron un relato del viaje de Glaser a Marib. María Höfner (Graz y Tübingen), comenzó a estudiar y publicar las inscripciones de Glaser en 1944. W. Dostal (Universidad de Viena) estudió y publicó los datos etnográficos de Glaser tomados de sus diarios. Dostal también publicó secciones sobre el viaje de Glaser a Hashid y Arhab. El viaje de Glaser a Marib fue publicado por segunda vez por Dostal, después de que Adolph Grohmann decodificara el guion. En la década de 1960, Andre Gingrich (Universidad de Viena) publicó los estudios astronómicos de Glaser. Höfner y Dostal, quienes promovieron la publicación de los trabajos y hallazgos de Glaser, contribuyeron a un renovado interés en el estudio de Arabia del Sur y los estudios del idioma Sabaean en las universidades europeas. De 1961 a 1981, la Academia Austriaca de Ciencias publicó 14 volúmenes de la colección de Glaser. Hasta el día de hoy, muchos estudiosos todavía están ocupados trabajando en la colección de Glaser y descifrando las inscripciones que copió.
La Universidad de Greifswald otorgó a Glaser en 1890 el título de médico honorario, y su nombre se incluyó en el léxico de los científicos alemanes. Glaser también fue honrado como miembro de la Academia de Ciencias Geográficas de Múnich. También fue honrado con una medalla Real Turca (mejidi ).

## Muerte
Glaser padeció dolencias cardíacas y problemas respiratorios, hasta su fallecimiento en Múnich el 7 de mayo de 1908 de un ataque de asma. Entre sus elogios en su funeral se encontraban los profesores Fritz Hommel y de . El elogio de Hommel fue: "¡Oh científicos, su caballero ha caído! ¡Ha caído el que consideraba la ciencia como una meta sagrada! ¡Era el noble, el héroe entre los eruditos! ¡En el libro de ciencia de Munich, su nombre faltaría notablemente!" El elogio de Lichtenstädter sobre la tumba de Glaser contenía las palabras: "El más grande y el mejor [hombre] de todos nos ha dejado". Su lápida estaba inscrita en Musnad con el nombre "Husayn bin Abd Allah", que es el nombre que usaba cuando estaba en Yemen.

## Publicaciones Seleccionadas
- Glaser, Eduard (1884). «Meine Reise durch Arḥab und Hâschid». Petermann's Mitteilungen (en alemán) 30: 170-183; 204-213.
- Glaser, Eduard (1886). «Von Ḥodeida nach Ṣan'â vom 24. April bis 1. Mai 1885. Aus dem Tagebuch des Forschungsreisenden Eduard Glaser». Petermann's Mitteilungen (en alemán) 32: 1-10; 33-48.
- Glaser, Eduard (1895). Die Abessinier in Arabien und Afrika, auf Grund neüntdeckter Inschriften (en alemán). München: H. Lukaschik. OCLC 6885795.
- Glaser, Eduard (1897). Zwei inschriften über den Dammbruch von Mârib. Ein Beitrag zur geschichte Arabiens im 5. u. 6. Jahrhundert n. Chr (en alemán). Berlin: W. Peiser. OCLC 22423304.
- Glaser, Eduard (1897). «Der Damm von Mârib». Österreichische Monatsschrift für den Orient (en alemán) 23 (11): 126-128.
- Glaser, Eduard (1899). Punt und die südarabischen Reiche (en alemán). Berlin: W. Peiser. OCLC 22414260.
- Glaser, Eduard (1905). Suwâʿ und al-ʿUzzâ und die altjemenischen Inschriften (en alemán). München: Lukaschik in Komm. OCLC 42936456.
- Glaser, Eduard (1913).  Müller; Rhodokanakis, eds. Eduard Glasers Reise nach Mârib (en alemán). Wien: A. Hölder. OCLC 6885116.

## Otras lecturas
- Gratzl, Emil (1916). Die arabischen Handschriften der Sammlung Glaser in der königl. Hof-und Staatsbibliothek zu München (en alemán). München: Bayerische Staatsbibliothek.
- Höfner, Maria (1961).  Solá Solé, J.M., ed. Eduard Glasers Inschriften aus dem Gebiet zwischen Mârib und den Gôf (en alemán). Wien: Böhlaus: Österreichischen Akademie der Wissenschaften. ISBN 978-3-7001-1507-6.
- Hommel, Fritz (1889). Eduard Glaser historische Ergebnisse aus seinem südarabischen Inschriften (en alemán). München: J.G. Cotta: Reprint from the supplement to the "Allgemeine Zeitung", no. 291.
- Weber, Otto (1909). «Eduard Glasers Forschungsreisen in Südarabien». Der Alte Orient (en alemán) (Leipzig: J.C. Hinrichs) 10 (2): 1-32.
- Wissmann, Hermann von (1964). Zur Geschichte und Landeskunde von Alt-Südarabien (en alemán). Wien: Böhlaus: Österreichischen Akademie der Wissenschaften. ISBN 978-3-7001-1406-2.
- Rohrbacher, Peter (2006). «"Wüstenwanderer" gegen "Wolkenpolitiker" – Die Pressefehde zwischen Eduard Glaser und Theodor Herzl». Anzeiger der Philosophisch-historischen Klasse (en alemán) (Wien) 141: 103-116.